# إيراسيمينها
إيراسيمينها بلدية في ولاية سانتا كاتارينا في المنطقة الجنوبية من البرازيل.